# Okręty podwodne projektu 705
Okręty podwodne projektu 705 Lira (kod NATO: Alfa) – typ radzieckich myśliwskich okrętów podwodnych z napędem atomowym. Okręty tego projektu otrzymały kadłub sztywny ze stopu tytanu, co zapewniło im bardzo lekką strukturę i dużą wytrzymałość oraz pozwoliło na osiąganie dużych prędkości podwodnych i dużej głębokości zanurzenia. Dzięki wysokiemu stopniowi automatyzacji jednostki tego typu obsługiwane były przez niewielką załogę, co jednak rodziło problemy w użyciu operacyjnym, a także zwiększało ryzyko eksploatacyjne. Stosunkowo niewielka wyporność, opływowy kształt i duża moc napędu sprawiły, że okręty typu Lira należały do najszybszych jednostek tej klasy na świecie.

## Geneza
Podobnie jak dla marynarki wojennej Stanów Zjednoczonych, ważnym dla radzieckiej marynarki wojennej parametrem okrętów podwodnych była prędkość podwodna. W przypadku radzieckim, jednym z najważniejszych zadań było zwalczanie amerykańskich i brytyjskich lotniskowców. Już w 1958 roku, kiedy wypłynął w morze pierwszy radziecki okręt podwodny z napędem atomowym, Rada Ministrów ZSRR zatwierdziła wstępne wymagania wobec nowych szybkich okrętów następnej generacji. Podstawowymi założeniami nowego projektu miały być:
- dwukrotne zwiększenie prędkości (względem okrętów projektu 629A)
- półtorakrotne zwiększenie głębokości zanurzenia
- wyposażenie w mały reaktor jądrowy oraz małą turbinę
- wyposażenie w odpalany z zanurzenia system rakietowy o niewielkich rozmiarach, a jednocześnie dużym zasięgu
- kontrola okrętu za pomocą systemów w pełni zautomatyzowanych oraz możliwość użycia systemów bojowych okrętu przy pełnej prędkości
- zwiększenie ochrony okrętu przeciwko minom, torpedom oraz pociskom rakietowym
- zmniejszenie ogólnej wyporności okrętu oraz jego wymiarów
- ulepszone warunki bytowe załogi
- użycie nowych rodzajów materiałów

Próbę realizacji tych założeń powierzono biurom konstrukcyjnym w Leningradzie oraz w Gorkim, co doprowadziło do budowy szybkich okrętów podwodnych – projektu 661 (kod NATO: Papa) oraz 705 (NATO: Alfa). Największym problemem w realizacji radzieckich zamierzeń był wybór właściwych do budowy okrętów spełniających tak wyśrubowane wymagania materiałów. Rozważano w tym zakresie użycie stopów aluminium, tytanu bądź stali. Największe możliwości stwarzało użycie do budowy nowych jednostek stopu tytanu, który charakteryzuje się dużą lekkością, niezwykłą wytrzymałością i niską podatnością na korozję, jest także niemagnetyczny. Zastosowanie go przy budowie okrętów mogło zapewnić redukcję wagi ich struktury, zwiększyć żywotność („cykl życia”) kadłuba, umożliwiało też osiągnięcie większej testowej głębokości zanurzenia. Niemagnetyczne właściwości stopu tytanu zwiększały natomiast ochronę przeciwko minom z zapalnikami magnetycznymi i detektorami anomalii magnetycznych (Magnetic Anomaly Detection – MAD). Wykorzystanie stopu tytanu do budowy okrętów podwodnych zaaprobowano w 1959 roku, wymagało to jednakże budowy odpowiedniej infrastruktury. Przy produkcji tych okrętów natknięto się na wiele problemów, związanych zwłaszcza ze specjalnymi warunkami niezbędnymi do spawania elementów z tego materiału. Tytan spawany był w atmosferze nasyconej argonem, przez pracowników w specjalnych, nieprzepuszczających powietrza kombinezonach – co miało zapobiec zanieczyszczeniu spawów. Niezbędna była w tym celu budowa specjalnych hal z kontrolowanym składem powietrza i temperatury w ich wnętrzu, specjalnymi farbami pokrywającymi je od wnętrza i specjalnymi podłogami. Użycie stopu tytanu, który wykorzystywano do tej pory jedynie do produkcji niewielkich elementów konstrukcji samolotów, niezmiernie zwiększało również koszt budowy okrętów, jednakże w Związku Radzieckim tego czynnika nie brano pod uwagę.

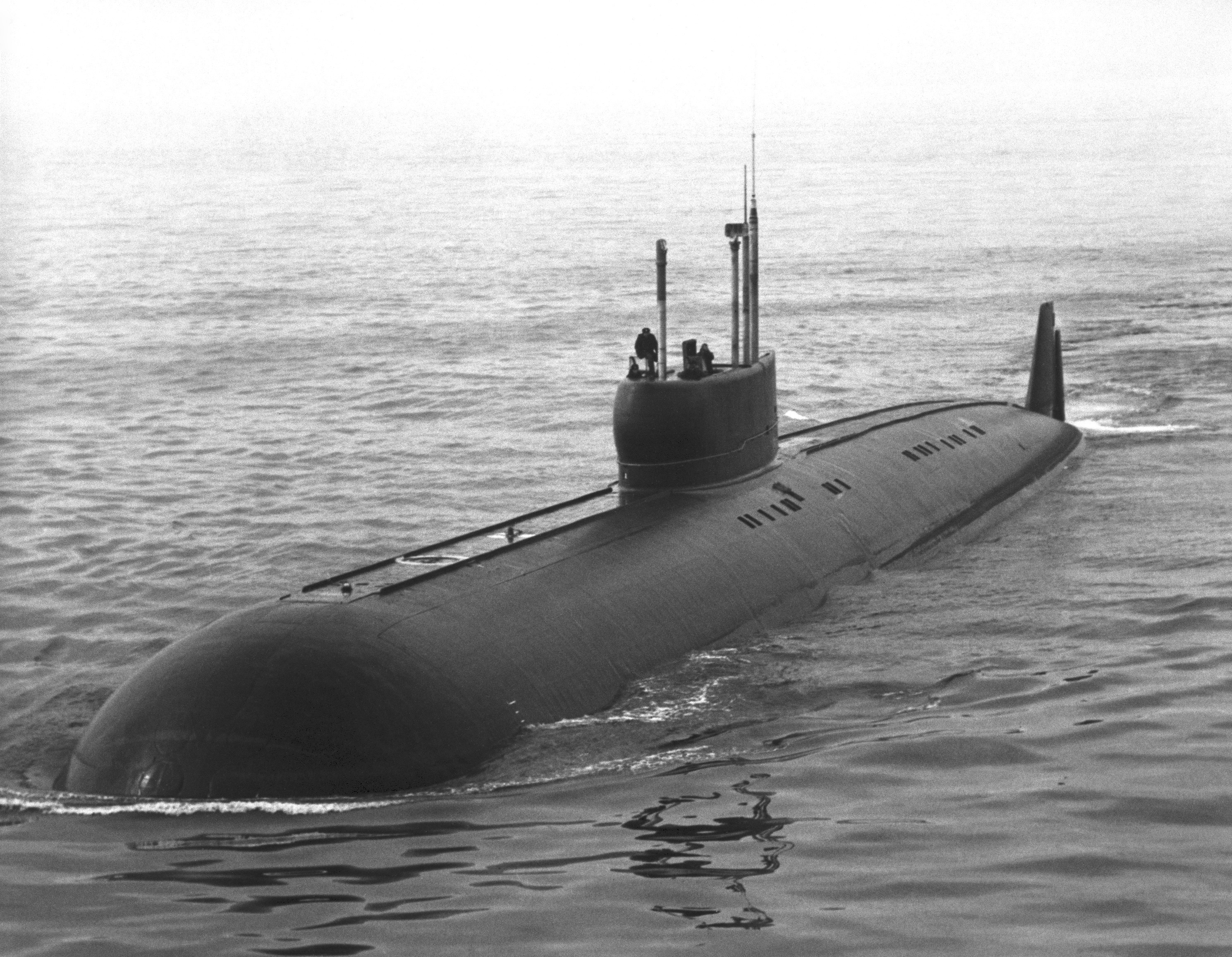
K-162 projektu 661 (Papa).

Po zakończeniu skomplikowanego procesu konstrukcji i budowy, pierwszy (i jedyny) okręt projektu 661 z oznaczeniem taktycznym K-162 wszedł do służby w 1969 roku. Testy tej jednostki wykazały jej niezwykłą charakterystykę. Już w trakcie jej testów, osiągnęła prędkość podwodną 42 węzłów przy wykorzystaniu zaledwie 90% mocy, podczas gdy specyfikacja projektowa „gwarantowała” prędkość 37 do 38 węzłów. W roku 1970, przy wykorzystaniu maksymalnej mocy siłowni, okręt ten osiągnął prędkość 44,7 węzłów – największą kiedykolwiek osiągniętą przez załogowy pojazd podwodny. Jednostka ta miała jednak istotne wady, które zadecydowały nie tylko o jej losie, lecz także o zarzuceniu produkcji okrętów tego projektu. Jedną z nich była bardzo duża hałaśliwość. Już bowiem przy prędkości 35 węzłów, natężenie generowanego przez maszynownię dźwięku przekraczało 100 dB, co było wartością nieakceptowalną w jednostkach operacyjnych. W tej sytuacji, szczególnego znaczenia dla radzieckiej marynarki wojennej nabrał program budowy okrętów projektu 705, będących bezpośrednimi sukcesorami pierwszych radzieckich atomowych okrętów myśliwskich z napędem jądrowym, projektu 627 o stosunkowo konserwatywnej konstrukcji. Niemal równoległy program jednostek 705 był znaczącym krokiem w rozwoju jednostek tej klasy w ZSRR. Prowadził on do powstania małych okrętów przeznaczonych do poszukiwania i niszczenia zachodnich okrętów rakietowych, a także okrętów myśliwskich w radzieckich rejonach obronnych.

## Budowa i konstrukcja
Wstępny projekt okrętów 705 ukończono w 1962 roku, projekt techniczny zaś rok później. 2 czerwca 1968 roku w stoczni Sudomech w Leningradzie, oficjalnie rozpoczęto budowę pierwszej jednostki tego typu, K-64. Ceremonia położenia stępki była wydarzeniem politycznym. W tym czasie, budowa okrętu miała już dwudziestoprocentowe zaawansowanie, z kilkoma sekcjami okrętu w różnym stopniu zaawansowania procesu produkcji, wykorzystującego metody opracowane poprzednio przy budowie K-162. Okręt został zwodowany w rocznicę urodzin Lenina – 22 kwietnia 1969 roku, po czym przetransportowany na barce transportowej przez Kanał Białomorski do stoczni zakład nr 402 w Siewierodwińsku, gdzie ukończono jego wyposażanie oraz po raz pierwszy uruchomiono reaktor. Okręt został przyjęty do służby w grudniu 1971 roku. W połowie 1972 roku, rozpoczęto serię testów pierwszej jednostki. W tym czasie na K-64 zdarzyła się awaria – doszło do wycieku ciekłego metalu chłodzącego rdzeń reaktora, który zalał siłownię i stwardniał. Okręt został wyłączony ze służby, po czym w latach 1973–1974 przecięty na pół w Siewierodwińsku. Przednią część okrętu umieszczono w Leningradzie, gdzie służyła do celów treningowych, sekcję reaktora zaś w Siewierodwińsku. W rezultacie tego incydentu, ze swojego stanowiska zwolniony został główny konstruktor biura konstrukcyjnego Malachit, aczkolwiek pozostał w nim zatrudniony. Projekt był następnie kontynuowany pod kierunkiem Romina. Próby rozwiązania inżynierskich problemów które dotknęły K-64 opóźniły ukończenie pozostałych okrętów tego typu. Zamówiono siedem kolejnych jednostek – cztery w stoczni Sudomech typu 705 oraz trzy w Siewierodwińsku zmienionego typu 705K.

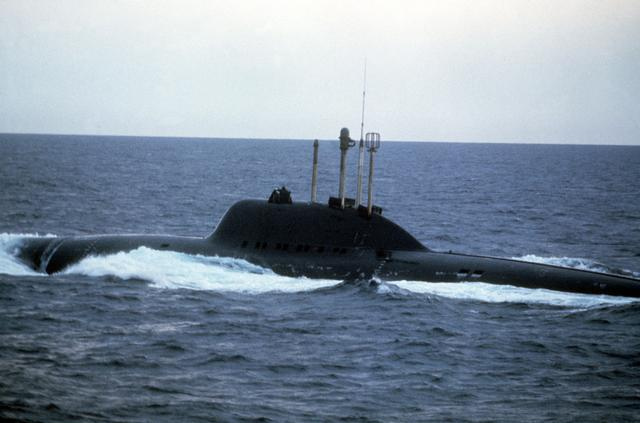
Alfa na Atlantyku

Pojawienie się okrętów typu Alfa było dużym zaskoczeniem dla zachodnich oficerów marynarki. Początkowo tytanowe kadłuby przyjmowano z niedowierzaniem, mimo przedstawionych dowodów. Pierwszym z nich były satelitarne zdjęcia stoczni Sudomech, ukazujące sekcje okrętów poza zamkniętą halą montażową. Analityk wywiadu marynarki Stanów Zjednoczonych, Herb Lord, zwrócił uwagę na fakt że widoczne elementy kadłuba zbyt odbijają światło aby mogły być wykonane ze stali, nie stwierdził też na nich śladów oksydacji lub korozji. Wywnioskował z tego, że Związek Radziecki buduje okręty z tytanowymi kadłubami. W tym samym czasie, do podobnych wniosków doszedł w Londynie brytyjski analityk wywiadu Nick Cheshire. Drugi dowód miał postać materialną i pochodził bezpośrednio z Leningradu. Asystent amerykańskiego attaché morskiego w ZSRR podczas wizyty w tym mieście zimą 1969-1970, z dużym ryzykiem własnym znalazł na zewnątrz stoczni skrawek tytanu po obróbce maszynowej, który prawdopodobnie wypadł z wywożącej odpady ciężarówki. Trzeci dowód pochodził ze złomowiska w Pensylwanii w USA. Dwóch analityków broni podwodnej – Richard Brooks z Centralnej Agencji Wywiadowczej oraz Martin Krenzke z centrum badawczego marynarki w Carderock w stanie Maryland – przeszukało złomowisko przedsiębiorstwa, które kupowało w ZSRR odpady stalowe i odnalazło kawałek maszynowo obrobionego tytanu z wygrawerowanym na nim numerem. Pierwszymi trzema cyframi były „705”. Wobec tych dowodów, amerykańska marynarka zaczęła przyjmować do wiadomości, że Sowieci używają tytanu do budowy okrętów podwodnych (dopiero w następnej kolejności zachodnie wywiady ustaliły, że również Projekt 661/Papa zbudowany został z tytanu). Awangardowy był również napęd okrętów projektu 705 – siłownia jądrowa oparta na reaktorze chłodzonym ciekłym metalem, eutektykiem bizmutu i ołowiu – o bardzo wysokim stosunku mocy do masy. Rozwiązanie to, unikalne w skali światowej, stwarzało jednak szereg wyzwań technicznych, jak przyspieszoną korozję elementów oraz konieczność stałego podgrzewania układu podczas postoju reaktora, z uwagi na wysoką temperaturę krzepnięcia (ok. 125 °C).
Także prędkość nowych okrętów nie była początkowo uświadamiana sobie przez zachodnie wywiady. Dopiero w 1981 roku, podczas spotkania amerykańskich senatorów z zastępcą szefa operacji morskich w Kongresie wiceadmirałem Williamem Rowdenem, kongresmeni dowiedzieli się, że Alfa potrafi płynąć z prędkością ponad 40 węzłów i jest w stanie wyprzedzić większość amerykańskich torped zop, oraz że podjęto już środki celem zaradzenia tej sytuacji. Jak stwierdził admirał Rowden, marynarka amerykańska zmodyfikowała torpedę Mk. 48 w taki sposób, aby mogła pływać wystarczająco szybko i głęboko celem dogonienia okrętu 705. US Navy przeceniła jednak możliwości zanurzenia Alfy, która wbrew pierwszym szacunkom największych zachodnich służb wywiadowczych, nie była w stanie pływać na głębokości 640 metrów i więcej.
Po wybudowaniu łącznie siedmiu jednostek projektu 705, nie ukończono budowy ósmego okrętu. Ostatnie sześć z nich weszło do służby w latach 1978–1981 i służyło we Flocie Północnej ZSRR przez ponad dekadę. Biuro konstrukcyjne SDB-143 rozważało także warianty tego projektu, w tym przedłużonych okrętów projektu 705D z drugą sekcją torpedową, które zdolne miały być do pomieszczenia 30 torped i czterech pocisków manewrujących w kiosku oraz wariant przeznaczony do przenoszenia sześciu pocisków tego rodzaju.

## Służba i problemy okrętów705
Okręty 705 były robiącymi wrażenie jednostkami, nie uniknęły jednak problemów. Zgodnie z opinią konstruktorów rosyjskiego biura konstrukcyjnego Malachit, już od momentu tworzenia ich koncepcji były zbyt skomplikowane, co rodziło problemy tak jakościowe, jak i ilościowe. Było to konsekwencją stale rosnących wymagań co do walorów bojowych, jak stealth, zdolności poszukiwawcze, siła uderzeniowa, wiarygodność itp. Pełna automatyzacja tak skomplikowanego i złożonego systemu prowadziła do zbyt dużego poziomu skomplikowania obsługi systemów kontroli i automatyki. W rezultacie, nie było możliwe zagwarantowanie pewności w ich użyciu. Duże problemy rodziło też zminimalizowanie załogi – doświadczenie operacyjne wykazało bowiem, że w tak małej załodze brak jest niezbędnych do nierutynowych działań rezerw ludzkich. W sytuacjach awaryjnych na przykład, brakowało osób do prowadzenia niezbędnych do powrotu do portu napraw na morzu. Ograniczenie załogi do niespełna 30 osób rodziło także szereg problemów socjalnych, co z kolei prowadziło do konieczności szkolenia najwyższego poziomu specjalistów w zakresie relacji międzyludzkich, a także trudności w egzekwowaniu obowiązków. Szczupłość załóg tych okrętów, wywołała także problemy w zakresie promocji oficerów tych skomplikowanych jednostek. Jeden z konstruktorów Malachitu, skonkludował jednak:

Patrząc z dzisiejszej perspektywy wstecz, trzeba przyznać ze ten okręt był „projektem XXI wieku”. O wiele lat wyprzedzał swój czas, a przez to był zbyt trudny do opanowania i obsługi.

Poza jednostką wiodącą, także inne okręty tego projektu doświadczały problemów. W pierwszym okręcie skierowanym do służby operacyjnej, K-123, miał miejsce przeciek ciekłego metalu z pierwotnego obwodu chłodzącego, co doprowadziło do zanieczyszczenia sekcji reaktora ponad dwoma tonami zastygniętego stopu metalu. Sekcja ta została w 1982 roku usunięta z okrętu, po czym zainstalowano w nim nowy reaktor. Prace te zajęły dziewięć miesięcy, po czym w 1990 roku okręt został ponownie zwodowany, a rok później przywrócony do służby. Pozostałe okręty projektu 705/705K również były awaryjne. Pozostawały w służbie do końca zimnej wojny, po czym zostały usunięte z floty w latach 1990–1991. Kilka lat dłużej służył K-123, który został ostatecznie wykreślony z listy okrętów marynarki 31 lipca 1996 roku.